# Hoogvliet

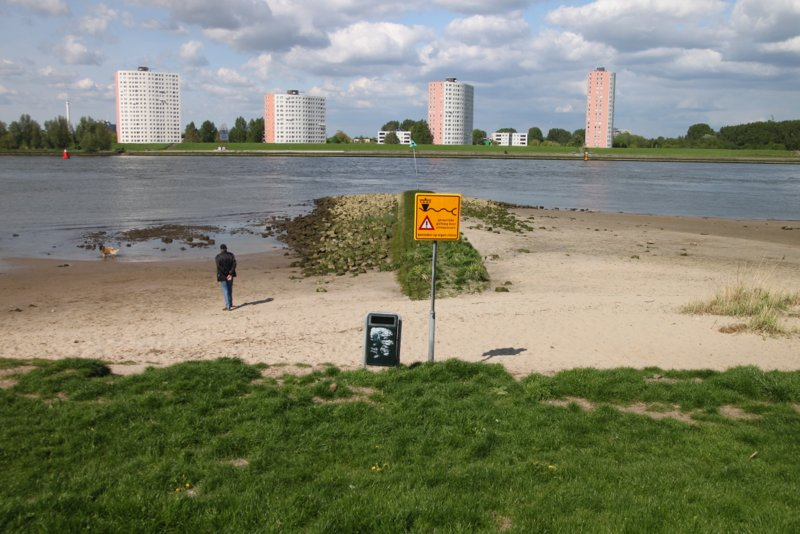
Lo stadsdeel di Hoogvliet visto dalla spiaggia di Spijkenisse

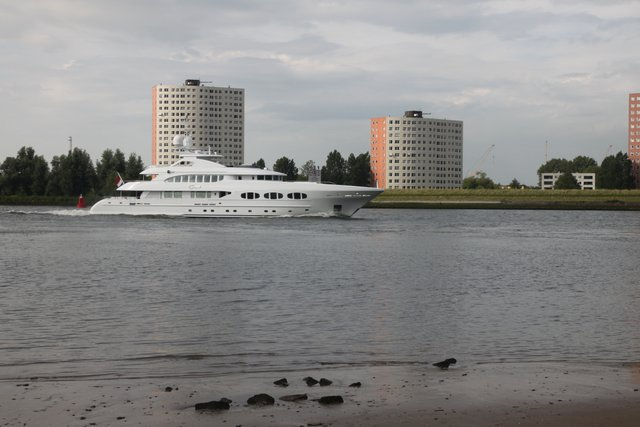
Battello sul fiume Mosa in transito di fronte a Hoogvliet

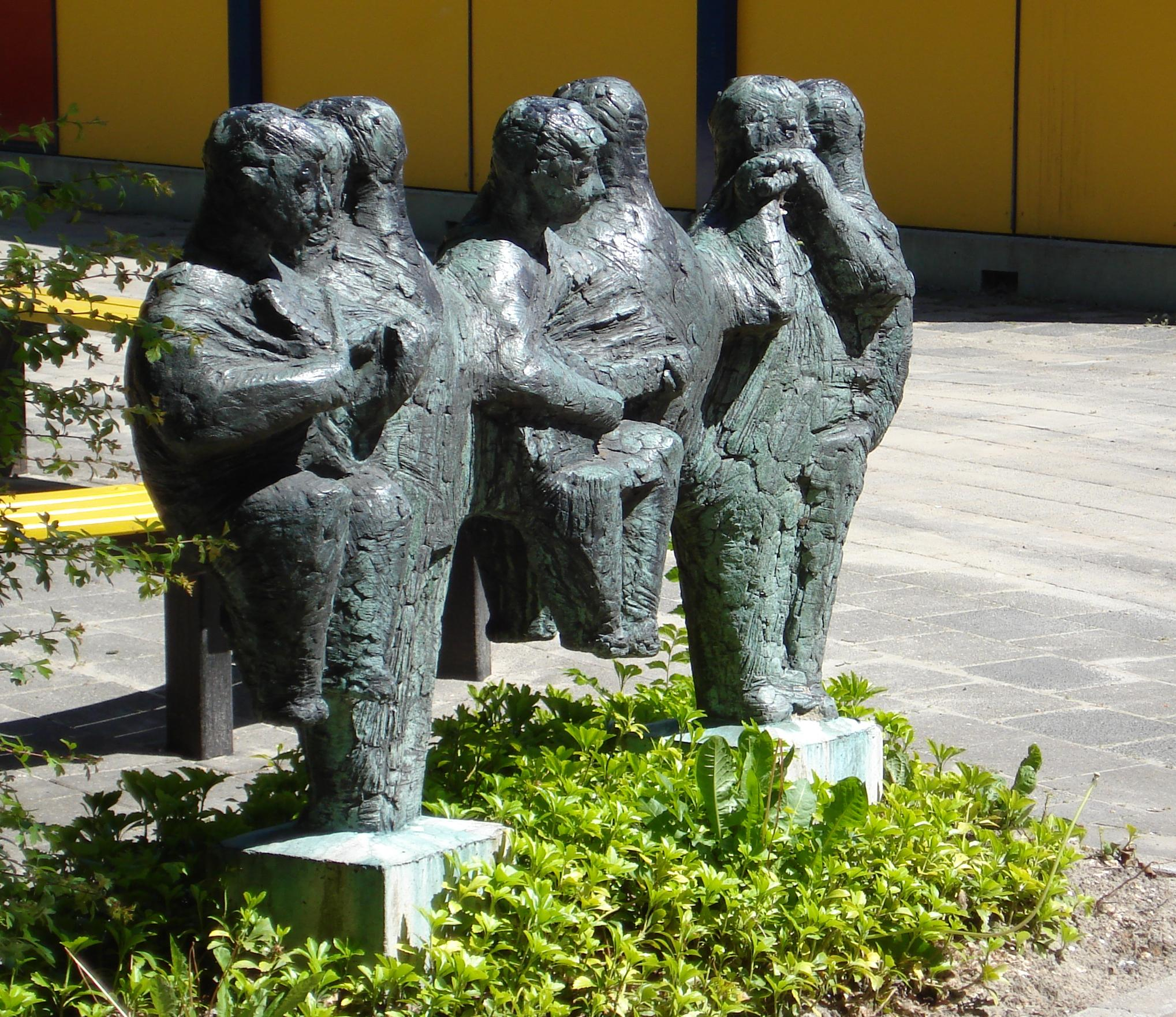
Scultura a Hoogvliet realizzata da Geert Lebbing

Hoogvliet  (10,73 km²; 34.000 ab. ca.) è uno stadsdeel del comune di Rotterdam, nel sud-ovest dei Paesi Bassi. Prima di venire accorpato alla municipalità di Rotterdam, fu a lungo un comune a sé stante (fino al 1811 e poi dal 1818 al 1934) ed appartenne per un breve periodo (1811-1818) alla municipalità di Poortugaal.
A differenza di altri ex-comuni accorpati a Rotterdam, gode di uno "status" particolare, avendo, ad esempio, un proprio codice postale.

## Geografia fisica

### Collocazione
Lo stadsdeel di Hoogvliet si trova nella parte sud-occidentale di Rotterdam, a nord-ovest di Spijkenisse. Confina a nord con l'autostrada A15 e ad est con la municipalità di Poortugaal.

### Superficie
Lo stadsdeel di Hoogvliet si estende in un'area di 1.073 ettari, di cui 93 sono costituiti da aree acquatiche.

## Etimologia
Il toponimo Hoogvliet, attestato precedentemente nelle forme Hoegevliet (fine del XVI secolo) e Hoochvliet (1639), è formato dai termini hoog, "alto", e vliet, "corso d'acqua". Secondo J. W. Regt, il nome faceva riferimento all'innalzamento dei mulino nell'area di Poortugaal.
Un tempo la località era chiamata Oedenvliet e Oudenvliet, un termine probabilmente riconducibile alla figlia più giovane di Nicolaas van Putten, che si chiamava Oda o Oeda.

## Storia
In un documento ufficiale del 1357, la località è citata come Oedenvliet.
Nel 1655 gli abitanti di Hoogvliet ottennero il diritto di costruire una propria chiesa e di avere un proprio sacerdote. In precedenza erano infatti costretti, per assistere la messa, a recarsi a Poortugaal. Condizione per la costruzione dalla chiesa, che fu eretta nel 1660, era che il costo non doveva incidere sul commercio del formaggio locale: così i cittadini furono costretti a finanziare di tasca propria il progetto.
Nella notte tra il 16 e il 17 giugno 1843, Hoogvliet fu colpita da un grave incendio, che distrusse completamente 12 case, in cui vivevano 21 famiglie.
Hoogvliet rimase a lungo un'area isolata rispetto alle attività commerciali di Rotterdam fino al 1936, quando realizzata la Bataafsche Petroleum Maatschappij (la futura Shell).

## Araldica
Lo stemma di Hoogvliet si basa su quello della signoria di Poortugaal ed è di color rosso con tre scudi che recano cinque stelle a sei punte di colore azzurro.

## Monumenti e luoghi d'interesse

### Arboretum Hoogvliet
Tra i luoghi d'interesse di Hoogvliet, figura l'Arboretum Hoogvliet, un giardino botanico istituito nel 2006.

### Panorama Rotterdam
D'interesse è inoltre il Panorama Rotterdam, un plastico della città realizzato dallo scultore bulgaro Zdravko.

## Società

### Evoluzione demografica
La popolazione di Hoogvliet è pari a 34.190 abitanti, di cui 17.775 sono donne e 16.430 sono uomini.
Il 26% della popolazione è costituito da persone di origine non occidentale, che comprende immigrati provenienti dal Suriname (9%), dalle Antille e Aruba (6%), dalla Turchia (3%), dal Marocco (2%) e da altri Paesi (6%).

## Geografia antropica

### Suddivisione amministrativa
- Hoogvliet-Noord[2]
- Hoogvliet-Zuid[2]